# Photostomias atrox
Photostomias atrox és una espècie de peix de la família dels estòmids i de l'ordre dels estomiformes.

## Morfologia
- Els mascles poden assolir 15,4 cm de longitud total.[3][4]

## Hàbitat
És un peix marí i d'aigües subtropicals que viu entre 141-533 m de fondària.

## Distribució geogràfica
Es troba a les aigües tropicals i subtropicals de l'Atlàntic nord-oriental i de l'Atlàntic sud (fins a 23° 53′ S), el Mar d'Aràbia, la Badia de Bengala, l'Índic i el Pacífic.